# Napoleon Evžen Ludvík Bonaparte
Napoleon Evžen Ludvík  Bonaparte (16. března 1856, Paříž – 1. června 1879, KwaZulu-Natal, Zululand) známý také jako Ludvík Napoleon, byl jediným dítětem francouzského císaře Napoleona III. a císařovny Evženie. Poté, co byl jeho otec v roce 1870 sesazen z trůnu, se s rodinou přestěhoval do Anglie. Po smrti svého otce roku 1873 byl bonapartistickou frakcí prohlášen za císaře Napoleona IV.
V Anglii se vycvičil jako důstojník britské armády. Toužil po akci a přesvědčil Brity, aby mu umožnili účastnit se britsko-zulské války. V roce 1879 byl při službě v britských jednotkách zabit v potyčce se skupinou Zulů. Jeho předčasná smrt způsobila mezinárodní senzaci a vyvolala otřes v celé Evropě, neboť byl poslední vážnou dynastickou nadějí na obnovení rodu Bonapartů na francouzském trůně.

## Život

### Původ, mládí

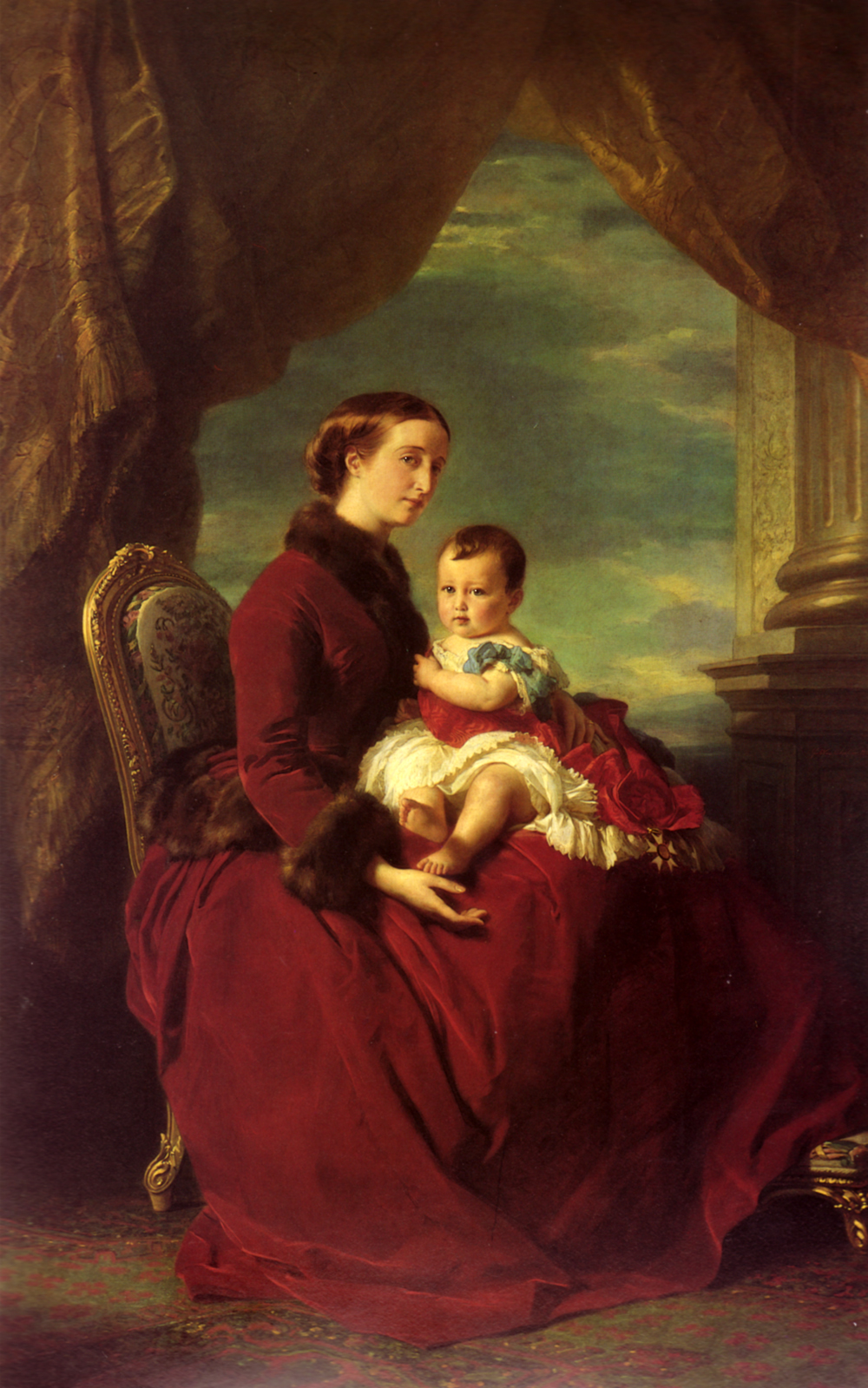
Princ Ludvík Napoleon v náručí své matky, císařovny Evženie, na portrétu Franze Xavera Winterhaltera, 1857

Ludvík Napoleon se narodil v pařížském paláci Tuileries a 14. června 1856 byl pokřtěn v katedrále Notre Dame. Jeho kmotrem byl papež Pius IX., jehož zástupce, kardinál Patrizi, sloužil obřad. Jeho kmotrou byla dcera Evžena de Beauharnais, Josefína, královna švédská, kterou zastupovala velkovévodkyně Stéphanie Bádenská.
Na jeho vzdělání, které se po neúspěšném začátku u akademického historika Francise Monniera rozpadlo, dohlížel od roku 1867 generál Frossard jako vychovatel, jemuž pomáhal Augustin Filon jako učitel. Jeho anglická chůva, slečna Shawová, byla doporučena královnou Viktorií a učila prince od útlého věku anglicky. Významnou roli v jeho životě hráli také komorník Xavier Uhlmann a nerozlučný přítel Louis Conneau. Mladý princ byl v rodinném kruhu znám pod přezdívkou „Loulou." V roce 1868 navštívil Korsiku a zúčastnil se slavnosti ke stému výročí připojení ostrova k Francii.
Po vypuknutí prusko-francouzské války v letech 1870-1871 doprovázel svého otce jako podporučík na frontu. Princ byl přítomen na kopcích nad Saarbrückenem během bojů na jejich základně. Přesto, když se válka začala vyvíjet proti císařské armádě, poslal ho otec na hranice s Belgií. V září mu otec poslal zprávu, aby přešel do Belgie. Odtud odcestoval do Anglie, kam dorazil 6. září a kde se k němu připojili jeho rodiče, neboť Druhé císařství bylo zrušeno. Rodina se v Anglii usadila na Camden Place v Chislehurstu v Kentu. Po otcově smrti v roce 1873 ho bonapartisté prohlásili Napoleonem IV. V den jeho osmnáctých narozenin se na Camden Place shromáždil velký dav, aby ho oslavil.

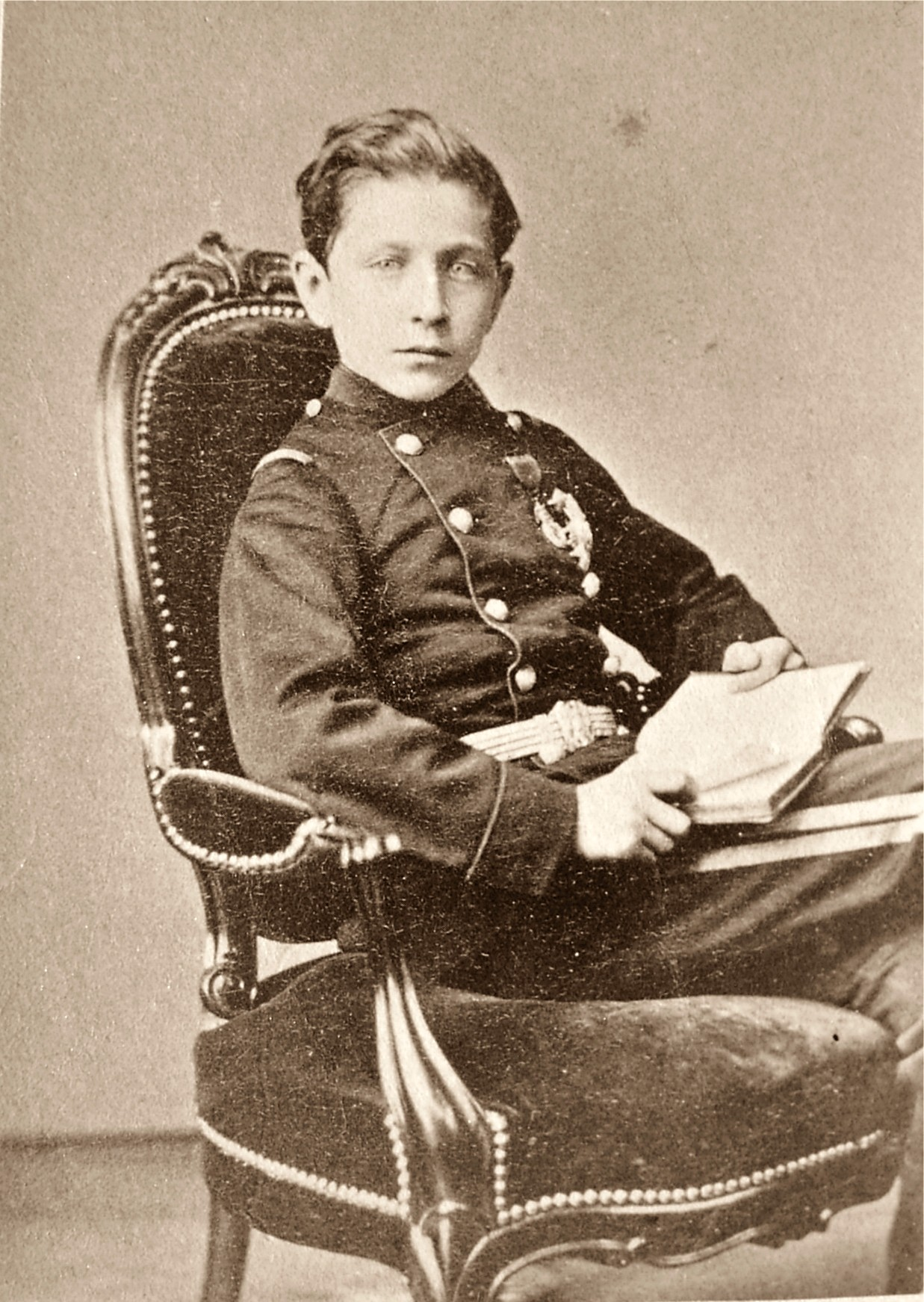
Princ Napoleon Ludvík Bonaparte, 1870

Princ navštěvoval základní přednášky z fyziky na King's College London. V roce 1872 se přihlásil a byl přijat na Královskou vojenskou akademii ve Woolwichi. Ve své čtyřiatřicetičlenné třídě skončil sedmý a umístil se na nejvyšších příčkách v jízdě na koni a šermu. Poté nějakou dobu sloužil u královského dělostřelectva v Aldershotu.
V 70. letech 19. století se hovořilo o jeho sňatku s nejmladší dcerou královny Viktorie, princeznou Beatrix. Královna Viktorie se údajně také domnívala, že pro „mír v Evropě“ by bylo nejlepší, kdyby se princ stal francouzským císařem. Princ zůstal oddaným katolíkem a zachovával si naději, že by bonapartistická věc mohla nakonec zvítězit, pokud sekularizující se Třetí republika selže. Podporoval taktiku Eugena Rouhera oproti taktice prince Napoleona Jeroma a v roce 1876 se s Napoleonem Jeromem rozešel.
Po vypuknutí války se Zuluy v roce 1879 si princ v hodnosti poručíka vynutil na britské armádě, aby mu umožnila účast v konfliktu, a to i přes námitky Rouhera a dalších bonapartistů. Do Afriky mohl odjet jen díky zvláštní prosbě své matky, císařovny Evženie, a zásahu samotné královny Viktorie. Anglii opustil 27. února 1879 s doporučujícími dopisy od vévody z Cambridge, britského vrchního velitele, v naději, že mu bude umožněno sledovat pohyby vojsk. Jakmile dorazil do Durbanu, připojil se ke generálnímu štábu a 9. dubna se setkal s Fredericem Thesigerem, 2. baronem Chelmsfordem, velitelem v Jižní Africe, a byl nominálně zařazen do jeho štábu. Princ doprovázel Chelmsforda na jeho pochodu do Zululandu. Toužil vidět akci a byl plný nadšení, ale poručík Arthur Brigge, jeho blízký přítel, ho varoval, „aby nedělal nic zbrklého a vyhýbal se zbytečnému riziku. Připomněl jsem mu císařovnu doma a jeho stranu ve Francii."
Chelmsford, vědom si své povinnosti, přidělil prince ke štábu plukovníka Richarda Harrisona z Královských ženijních jednotek, kde se domníval, že může být aktivní, ale v bezpečí. Harrison byl zodpovědný za dopravu kolony a za průzkum přední trasy na cestě do Ulundi, hlavního města Zuluů. Přestože přítomnost prince uvítal, Chelmsford mu řekl, že prince musí po celou dobu doprovázet silný doprovod. Zvláštní péči o něj dostal poručík Jahleel Brenton Carey, francouzsky mluvící britský poddaný z Guernsey. Princ se zúčastnil několika průzkumných misí. Jeho dychtivost po akci ho však málem přivedla do zálohy, když překročil rozkazy ve skupině vedené plukovníkem Redversem Bullerem. Navzdory tomu Harrison večer 31. května 1879 souhlasil, aby se princ zúčastnil průzkumu v přední skupině, která měla vyrazit ráno, protože se mylně domníval, že cesta před ním je bez zuluských šarvátek.

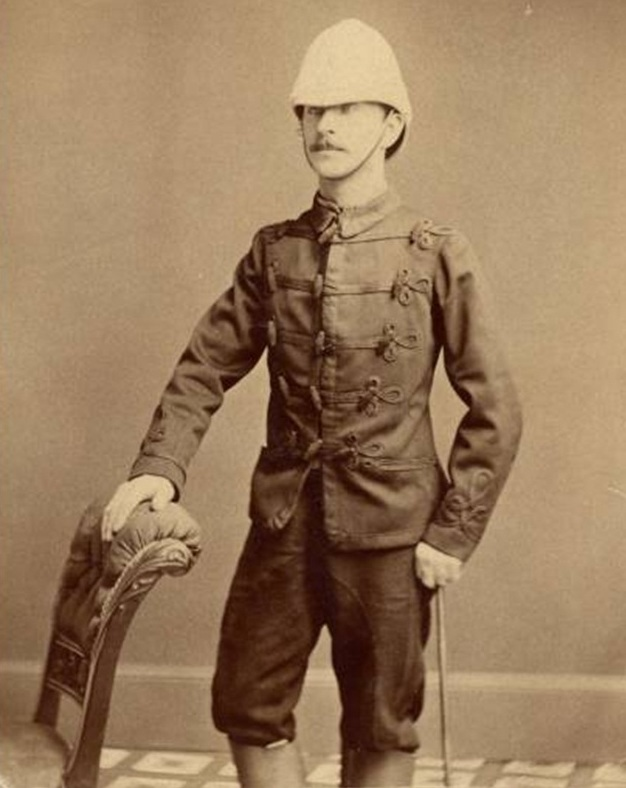
Ludvík Napoleon v jižní Africe

### Smrt
Ráno 1. června 1879 se oddíl vydal na cestu dříve, než bylo zamýšleno, a bez celého doprovodu, zejména kvůli princově netrpělivosti. Pod vedením Careyho jeli zvědové hlouběji do Zululandu. Bez přítomnosti Harrisona nebo Bullera, kteří by ho mohli zadržet, převzal princ velení od Careyho, přestože ten měl vyšší hodnost. V poledne princ zastavil oddíl u dočasně opuštěného kraalu. Princ a Carey si udělali několik náčrtů terénu a použili část rákosí k rozdělání ohně. Nebyla zde umístěna žádná hlídka. Když se chystali k odchodu, asi 40 Zulů na ně vystřelilo a s křikem se na ně vrhlo. Princ se rozběhl, aby nasedl na koně, a podařilo se mu zachytit se pouzdra na sedle koně. Princův kůň se pak vrhl pryč, než stačil nasednout. Asi po 100 metrech se řemen, kterého se princ držel, přetrhl a kůň kopl prince do břicha, čímž ho omotal. Princ spadl pod koně a pravou ruku měl rozšlápnutou. Vyskočil, levou rukou vytáhl revolver a dal se na útěk, ale Zuluové ho předběhli.
Princ na útočníky třikrát vystřelil z revolveru, ale pokaždé minul. Princ pak vypálil další dva výstřely, i když pomaleji, aby lépe mířil. I ty však minuly. Jeden z princových útočníků, Zulu jménem Langalibalele, hodil po princi kopí, ale minul. Další oštěp, který hodil Zulu jménem Zabanga, zasáhl princovo levé rameno. Princ se snažil bojovat dál, v pravé ruce držel oštěp hozený Langalibalelem a v levé revolver. Oslabený zraněním však princ klesl k zemi a byl přemožen. Zabanga znovu probodl prince asegaiem, po něm následoval Gwabakana; a pak princ utrpěl poslední ránu od Klabawathunga - který bodl prince do pravého oka -, čímž pronikl do princova mozku a zabil ho. Když byla druhý den nalezena princova mrtvola, byla nahá a při ohledání chirurgem majorem F. B. Scottem bylo zjištěno 18 ran - všechny byly bodné.

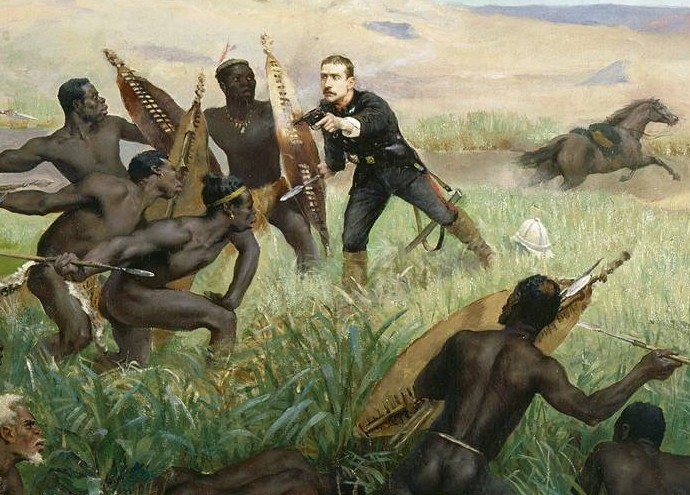
Smrt prince Napoleona Ludvíka na portrétu Paula Jamina, 1882

Podle pozdějších svědectví několika Zuluů, kteří se přepadení princovy hlídky zúčastnili, bylo pouze 8 bodných ran způsobeno princi ještě za jeho života - zbylých 10 bodných ran bylo způsobeno princově mrtvole. To bylo způsobeno tím, že přepadení dodržovali obvyklý zuluský rituál hlomula, který spočíval v probodnutí těla již padlého protivníka. Tento zvyk souvisel s lovem, kdy měli všichni účastníci lovu probodnout mrtvolu obzvláště hrozivého úlovku, jako byl lev nebo buvol. Učinit totéž lidskému nepříteli znamenalo uznat, že bojoval s divokostí nebezpečného divokého zvířete. Langalibalele potvrdil, že hlomula byla provedena na princově mrtvole, protože „bojoval jako lev." Z výpovědí princových zuluských útočníků také vyplynulo, že princova mrtvola byla nalezena nahá, protože Klabawathunga rituálně zbavil princovo tělo veškerého oděvu, s výjimkou několika medailí a medailonu na princově krku, který obsahoval obrázek jeho matky. Poté, co Klabawathunga předal princovo oblečení jinému Zuluovi jménem Dabayane, aby si je ponechal, vysvětlil, že osobně provedl na princově nahém břiše lehký řez, aby dodržel obvyklý zuluský rituál qaqa, který se obvykle prováděl na mrtvolách zabitých nepřátel za účelem odstranění domnělého nakažlivého rituálního znečištění, které následovalo po vraždě a kterému se v jazyce isiZulu říká umnyama (což znamená „temná nákaza“). Věřilo se, že otok, který se objevuje na mrtvolách, je způsoben tím, že duše zavražděného se snaží uniknout z rozkládajícího se těla, ale nedaří se jí to, a proto měl vrah povinnost udělat do své oběti díru, aby duše mohla uniknout a vrahovo vlastní tělo nenabobtnalo jako mrtvola. To bylo tradiční zuluské vysvětlení pozorovatelného otoku těla, k němuž dochází u mrtvol v důsledku kvašení kyseliny máselné ve střevech. Princův zakrvácený oděv byl mezitím svlečen, aby Klabawathunga mohl dodržet obvyklý zulský rituál zila, při němž musel vrah nosit oděv své oběti (znečištěný škodlivými vlivy její krve) a zároveň dodržovat obvyklé rituální zdrženlivosti, aby se očistil od zločinu vraždy. Zulové princovy šperky neuloupili, protože to bylo považováno za nečestné vůči válečníkovi a protože se věřilo, že princův duch je bude pronásledovat, pokud šperky, které byly mylně považovány za magický talisman, ukradnou.
Dva vojáci Natalské domorodé jízdy, Abel a Rogers, a také zuluský průvodce, který je doprovázel, zemřeli spolu s princem při zuluském přepadení. Carey a čtyři přeživší muži se sešli asi 50 m) od místa, kde princ zaujal poslední pozici, ale na Zuly nestříleli. Carey vedl své muže zpět do tábora. Princovo tělo bylo nalezeno následujícího dne. Po vyšetřovacím a vojenském soudu a intervenci císařovny Evženie a královny Viktorie se Carey vrátil ke svému pluku. Carey zemřel v Bombaji 22. února 1883.
Smrt Ludvíka Napoleona vyvolala mezinárodní senzaci. Ve Francii se rozšířily zvěsti, že se prince úmyslně „zbavili“ Britové. Případně byli obviňováni francouzští republikáni nebo svobodní zednáři. Podle jedné verze byla z přípravy celé záležitosti obviněna královna Viktorie, což později zdramatizoval Maurice Rostand ve své hře Napoleon IV. Zulové později tvrdili, že by ho nezabili, kdyby věděli, kým je. Langalabalele, jeho hlavní útočník, byl zabit v červenci v bitvě u Ulundi. Evženie později vykonala pouť do Sobuzova kraalu, kde její syn zemřel a kde byl postaven památník prince, který zaplatila královna Viktorie. Prince, který prosil, aby mu bylo dovoleno jít do války, a který znepokojoval své velitele svou zbrklostí a odvahou, popsal Garnet Wolseley, 1. vikomt Wolseley, jako „odvážného mladého muže, který zemřel vojáckou smrtí. Co proboha mohl udělat lépe?“
Jeho ostatky byly převezeny zpět do Spitheadu na palubě britské vojenské lodi HMS Orontes, odkud byly přeloženy na loď HMS Enchantress a odpluly do Woolwichského arzenálu; přes noc spočinuly v západní osmiboké strážnici na nábřeží. Odtud se pohřební průvod včetně královny Viktorie vydal do Chislehurstu, kde byl pohřben v katolickém kostele sv. Marie. Dne 9. ledna 1888 bylo jeho tělo přeneseno do speciálního mauzolea, které nechala postavit jeho matka jako císařskou kryptu v opatství svatého Michaela ve Farnborough, vedle jeho otce.
Princ jmenoval svým dědicem prince Viktora Bonaparta, čímž přeskočil genealogicky staršího dědice, Viktorova otce, prince Napoleona Jeroma.